# Torrequemada
Torrequemada es un municipio español, en la provincia de Cáceres, Comunidad Autónoma de Extremadura.

## Geografía

### Extensión y población
Torrequemada es una localidad del oeste de España. Se encuentra situada en la zona central de la antigua provincia romana de la Lusitania, en la comunidad autónoma de Extremadura, a 18 km de la capital provincial.
Tiene un área de 30,81 km², con una población de 601 habitantes con fecha a 1 de enero de 2016 y una densidad de población de 19,02 hab./km².
Sus límites son por el sur Aldea del Cano, por el norte con Sierra de Fuentes y Cáceres, por el este Torremocha y por el oeste con Torreorgaz.

### Medio natural
El núcleo está situado en un valle dominado por un suave altozano. El término aparece sobre la genuina penillanura trujillano-cacereña, donde el relieve es alomado y a una misma altura de unos 400-450 m s. n. m. . Entre las lomas más destacadas aparece el cerro Matahijos. Entre los cursos de agua sobresalen los ríos Salor y Guadiloba y el arroyo de Zorita. El clima es de tipo mediterráneo subtropical. La temperatura media anual es de 16,3 °C. Los inviernos suelen ser suaves, con una temperatura media de 8,1 °C, alcanzando las mínimas absolutas valores de -3 °C. El verano es seco y caluroso, con una temperatura media estacional de 24,5 °C y unas máximas absolutas que alcanzan los 40,4 °C. La precipitación media anual es de 550mm. La estación más lluviosa es el invierno (215mm) y la más seca el verano (32mm).

### Flora y fauna
El término municipal se encuentra incluido en el área de los Llanos de Cáceres, estando amparado por la figura de la Z.E.P.A. (Zona Especial de Protección para las Aves), la cual fue otorgada en el año 1989. El espacio protegido incluye las mejores zonas para las aves, quedando en gran parte limitado por los riberos del Río Tamuja y del Río Almonte. La superficie de la Zona de Especial Conservación incluye algo más de 70000 ha, pertenecientes a los términos municipales de Cáceres, Sierra de Fuentes, Torreorgaz, Torrequemada, Torremocha y Aldea del Cano.
Dentro de la fauna merece mención especial un conjunto de aves protegidas entre las que la avutarda, con una población muy importante (la Z.E.P.A. actualmente acoge la mayor población de avutardas de Extremadura y la, posiblemente, de mayor densidad de la península ibérica, estando censados más de 2000 ejemplares), es la especie más característica, viéndose acompañada por otras como sisones, gangas, ortegas, aguiluchos cenizos, cernícalos, águilas culebreras, águilas calzadas, garcillas bueyeras o cigüeñas blancas.
La formación vegetal autóctona es del tipo durilignosa con un bosque esclerófilo mediterráneo representado por la encina y el alcornoque, junto a otras especies que componen el matorral como la jara, aulaga y cantueso, tanto en las zonas pseudoesteparias como en las dehesas.

## Historia

### Prehistoria y época romana
Los restos de tumbas antropomorfas nos indican que estas tierras fueron habitadas desde la Edad del Bronce.
Fue zona residencial en época romana de la colonia "Norba". De época romana son los hallazgos de la calzada y puente.

### Edad Media
Torrequemada perteneció a la Tierra de Cáceres, además de ser Señorío.
El origen del nombre del municipio no está definido, pero hay dos explicaciones muy válidas hoy en día:
Esta torreziela que está enclavada en el término de Torrequemada (es la que los torrequemeños llaman "la Atalaya", nombre muy significativo en la defensa de un territorio). Además esta torreziela a la cual se refiere el Fuero de la villa de Cáceres, está junto a la Torre (un edificio posterior del siglo XVI), que para los torrequemeños es el que parece dar nombre al pueblo.
Según Antonio C. Floriano Cumbreño, el nombre de Torrequemada está más relacionado con la torreziela (Atalaya), que debió pertenecer a los Frates de la Espada, que en 1174 tuvieron enfrentamientos con Abu Jacob. Estos enfrentamientos con los árabes en tiempos de inestabilidad y fronteras difusas en algún momento pudo ser que la "torreziela" fuera quemada.
Los primeros núcleos se debieron formar a raíz del reparto de tierras hechas por los quadrellarios (cuerpo auxiliar del ejército encargados del reparto del botín) entre los soldados que participaron en la conquista de la Villa. Se hizo el primer reparto de tierras en concepto de heredad. Este repartimiento de tierras no otorgaba plena propiedad sobre la tierra, pero se pedía al Rey el derecho de acotar o defender la propiedad, surgiendo de esta forma la defensa o dehesa.
La segunda etapa de poblamiento fue que los núcleos de poblamiento se organizaban en sexmos. La entrega de tierras hechas por los sexmeros se prolongó 25 o 35 años después de la conquista de la Villa. El sexmero se erigía en portavoz de los intereses ante el Concejo.
Basándose en el análisis del código foral, los pobladores recibían unas propiedades elementales: casa y tierra de cereal, así como zona comunal de pastos.
Torrequemada, es un núcleo del que se tiene noticias desde comienzo del siglo XIV.

### Edad Moderna
En 1594 formaba parte de la Tierra de Cáceres en la Provincia de Trujillo.

### Guerra de la Independencia
Destacamos las grandes barbaridades que los franceses cometieron en el patrimonio cultural. Por ejemplo, en la ermita del Salor de Torrequemada desapareció la primitiva imagen románica de la Virgen del Salor y se quemaron los estatutos medievales.
Según consta en uno de los libros de la Cofradía existente en el Archivo Diocesano, prácticamente todas las Iglesias fueron arrasadas y los archivos parroquiales quemados.

## Demografía
Torrequemada cuenta con una población de 560 habitantes (INE 2024).
| Gráfica de evolución demográfica de Torrequemada entre 1842 y 2021                                                  |
| |
| Población de derecho según los censos de población del INE Población de hecho según los censos de población del INE |

La población registró su cota más alta en la década de 1940, entre los 50 y los 60 la población pierde más de la mitad de sus vecinos debido a la emigración hacia países europeos mayoritariamente Alemania, o regiones españolas como Madrid, Barcelona, Asturias o País Vasco.
A partir de esa fecha se ha estabilizado la población, debido a la cercanía a la capital de provincia y a la llegada de emigrantes que antaño abandonaron la localidad en busca de oportunidades.

## Economía
En la distribución por sectores se aprecia una diversidad de sectores producto de la proximidad de la ciudad de Cáceres que provoca que gran número de personas tenga trabajo en la misma y estas se desplacen diariamente a la capital.
El primer sector es el de Servicios (36,8%), seguido de la Industria (28,2%), Construcción (21,7%) y el Agrario (13,7%).

### Sector primario
El suelo desde el punto de vista agrario, es de tipo ganadero ya que el pastizal ocupa casi el 80% del término municipal. La superficie labrada representa una mínima parte, el motivo es por varias circunstancias, aunque hay que resaltar la caída de los precios de cereal y el envejecimiento de la población.
El total de Unidades Ganaderas es de 1920, entre las que destaca el ovino (890), seguido del bovino (720) y del porcino (310).

### Sector secundario
En 2011 se creó un polígono industrial con el que se pretende atraer nuevas empresas a la localidad y hacer menos dependiente a esta de la capital, actualmente a causa de la crisis su crecimiento es casi nulo pero debido a su estratégico posicionamiento en la EX-206, una de las carreteras más concurridas de la región ya que une las ciudades de Cáceres, Miajadas y Don Benito-Villanueva de la Serena no se duda[cita requerida]de que será uno de los de mayor crecimiento de Extremadura.

## Transportes

### Carreteras
Por el pueblo pasa la carretera EX-206, que une Cáceres y Torreorgaz al noroeste con Torremocha, Valdefuentes, Almoharín y Miajadas al sureste.

### Autobuses
Por Torrequemada pasa la línea de autobús que une Cáceres con Montánchez, a cargo de la empresa Solis Tour. Por Torrequemada pasan, tanto en ida como en vuelta, seis o siete autobuses a lo largo del día de lunes a viernes, uno los sábados por la mañana y dos los domingos y finales de puente por la tarde.

## Servicios públicos

### Educación
El pueblo cuenta con un colegio público, el CRA Valle del Salor, ubicado en la avenida de Alemania.

### Sanidad
Pertenece a la zona de salud de Nuevo Cáceres dentro del área de salud de la capital provincial. Cuenta con un consultorio de atención primaria ubicado en la calle Iglesia. En el municipio hay además una farmacia.

## Patrimonio

### La Torre
Edificio situado en la parte más alta del pueblo, por lo que se deduce que fue construida para la defensa.
Se encuentra en la actualidad en ruinas, conservándose únicamente los muros, que son de cantería, con pequeñas ventanas y balcones de distintos estilos.
En su entrada se puede observar el escudo de los Duques de Abrantes, y aparece la fecha de 1704, único testimonio de su historia.

### Monumentos religiosos

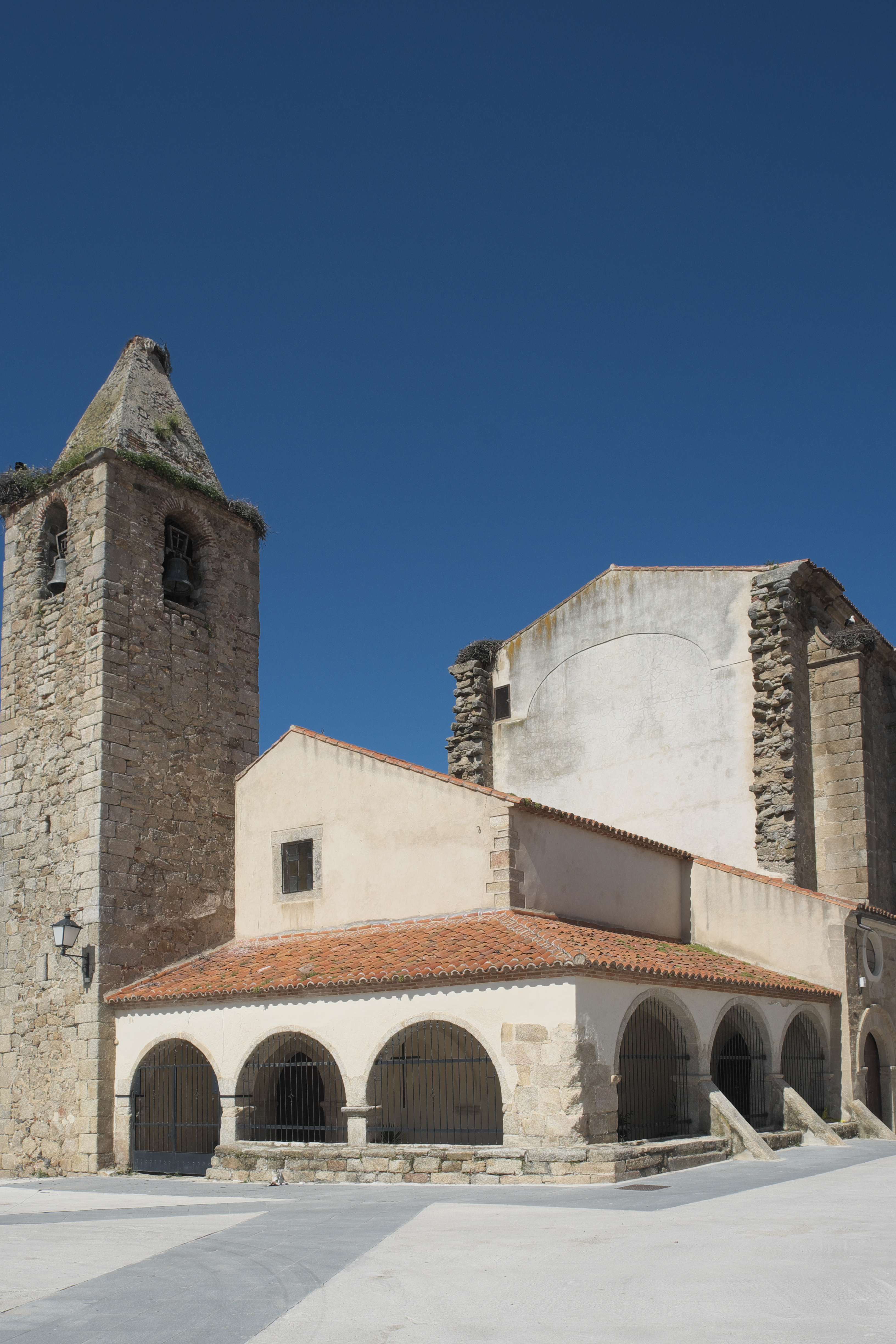
Iglesia de San Esteban.

#### Iglesia de San Esteban
Se puede datar de los siglos XVI y XVII, considerándolo renacentista y barroco.
Edificio de irregular aspecto exterior como consecuencia de la paralización de las obras iniciadas en el siglo XVI y los añadidos de los siglos XVIII y XIX.
Construcción de mampostería y sillería, con una larga nave rectangular cubierta mediante bóveda de cañón con lunetas.
Sobresale el cuerpo de la capilla Mayor, que es una planta ochavada y gran altura, cubierta por medio de una bóveda de crucería estrellada.
Cuenta con dos puertas de acceso:
- La de los pies con arco apuntado, tal vez aprovechado de una construcción anterior;
- La de la Epístola con arco de medio punto y decoración en bolas y puntas de diamante, imitando modelos románicos.

La torre, de sección cuadrada, se sitúa a los pies, y es de sillería. Presenta cuatro tramos vanos de medio punto para las campanas en su cuerpo superior.

#### Ermita del Salor
Pertenece a los siglos XIV, XV y XVII, por lo que se puede considerar gótico-mudéjar y barroca. Es considerado un Monumento de Interés Cultural.
La ermita debió comenzarse en el siglo XIII, casi inmediatamente después de la reconquista del territorio y se relaciona con una fundación templaria (Cofradía de Nuestra Señora del Salor). En 1345, cuando los documentos acreditaban que el Concejo la cede a la Cofradía del Salor, fundada en 1270.
En los primeros siglos, la ermita pertenece a la Orden de Santiago, que tiene su Sede en la Iglesia de San Mateo en Cáceres. Con esto nos indica que la ermita perteneció a Cáceres, aunque en 1519, la Iglesia de San Mateo la cede al pueblo de Torremocha.
Los Caballeros Templarios, sus fundadores, tratando de esquivar el dardo de la excomunión, acabaron convirtiéndose en los Caballeros de Nuestra Señora del Salor.
Los Templarios custodiaron la ermita, en que se fundó, en 1315, la desaparecida Orden Nobiliaria de los Caballeros de Nuestra Señora del Salor, en cuyas filas formaron lo más lucido de los linajes cacereños. Esta orden junto con la de la Banda, que fundó el Rey D. Alfonso XI en 1332, son barridas por el tiempo y tiene que ser el pueblo de Torrequemada el que vele las armas de la devolución hasta nuestros días.
Su forma original es de época mudéjar, en el que combinan el sillar, la mampostería y el ladrillo. La mampostería constituye la mayor parte del edificio. Esto se ve en los muros laterales y arcos transversales, donde aparece intercalándose con el ladrillo. Este material forma la rosca de los arcos.
Tres naves de las cuales dos se conservan en pie, siendo sus bóvedas de aristas, y seis tramos de arcos transversales que contienen tres arcos apuntados de ladrillo, sobre los que descansaría la desaparecida cubierta de madera, dispuesta a dos aguas; donde se ve el estilo gótico-mudéjar de los siglos XIV y XV. (La actual es una reconstrucción).
La nave central de mayor altura, apoyándose en gruesos pilares de granitos, material que también aparece en los pilares interiores, puerta del Evangelio y muro de la puerta situada a los pies de la iglesia. Respecto a los esgrafiados del muro exterior del lado de la epístola, se puede decir que, son de mitad del siglo XVI, dos capas de pintura superpuestas en colores con dibujos en la superficie que dejan ver la capa de abajo. En la mitad del siglo XVI se reedifica la Iglesia. A finales del siglo XVIII se reedificó la capilla mayor realizándose una obra donde dominan los elementos barrocos. La capilla mayor es de planta cuadrada, cubierta con bóveda hemisférica sobre pechinas y rematada con linterna. 
En el exterior, los muros son lisos, sin restos de ventana. Hay dos puertas, una adintelada localizada en el Evangelio y otra a los pies de la Iglesia. Esta última con arco apuntado de doble rosca realizado en granito. Está decorada con pinturas en las que se representa a Dios en la parte superior bajo el que se encuentra un coro de ángeles. Lo más interesante pueden ser sus pinturas murales al fresco. Las más antiguas corresponden al siglo XIV. Se conservan en tres paneles, al lado del Evangelio: Jesús camino del Calvario, y tres escenas de la Vida de Cristo. Atribuidas al pintor cacereño Lucas Holguín, de mediados del siglo XVI.
El intradós de los arcos fajones de la nave iba decorado con pinturas mudéjares, principalmente motivos florales. En ellas se representa una de las composiciones más primitivas del arte islámico, con decoración geométrica a base de composiciones octogonales. Es esta figura muy empleada por los templarios de influencia árabe y procedencia griega. Es el octágono la unión de dos cuadrados superpuestos, lo que para aquellos griegos significaba la yuxtaposición de los cuatro elementos naturales: agua, tierra, fuego y aire, con los cuatro estados: frío, humedad, calor, y sequedad.
- Virgen del Salor

Durante la guerra de la Independencia fue incendiada por los franceses y la primitiva imagen de la Virgen tuvo que ser sustituida por otra, que aún más lamentablemente, en nada se parece a la antigua. La actual es una imagen de pie para vestir y sin Niño Jesús.
Actualmente es una de las ermitas más visitadas de la región, ya que en su entorno se celebran las romerías de varias localidades.

#### Ermita de San Sebastián
Del siglo XVIII y estilo barroco popular. Fechada en 1799.
Es una construcción de sillarejo, consta de una nave distribuida en tres tramos que se cubren con bóveda de aristas, mientras la capilla mayor, se cierra mediante cúpula semiesférica. La puerta de acceso, adintelada, se encuentra a los pies, precedida de un sencillo pórtico con tres arcos de medio punto.
Destaca en el presbiterio una imagen en madera policromada de San Esteban, de finales del siglo XVI o principios del XVII.

### Palacio de los Duques de Abrantes
Datada de los siglos XV y XVI.
Es un antiguo edificio cuadrangular.
Se accede por un portalón de recias paredes construidas con grandes piedras de granito.
Realizada en sillería y sillarejo de incierta cronología.
Las ventanas reducidas y el carácter hermético hace que el edificio tenga un aspecto de fortaleza.
Hay una pequeña puerta de medio punto.
Es de mampostería con sillería en los ángulos y recercos de puertas y ventanas.
Sobre el arco de la entrada se encuentra el escudo de los Duques de Abrantes.

### La atalaya
"Torreziela" enclavada en la parte más alta del casco urbano, que los torrequemeños llaman “la Atalaya”, nombre muy significativo en la defensa de un territorio. Desde este lugar se puede observar tanto el municipio como todo el término municipal, así como varias localidades como Trujillo, Torreorgaz, Torremocha, Sierra de Fuentes, Valdesalor, Montanchez.
El lugar también es un entorno privilegiado desde donde observar los llanos o la dehesa, y las noches de verano es un escaparate donde puedes disfrutar de las mejores vistas del cielo.

### Yacimiento Calcolítico
Entre 100 y 500 personas habitaron hace 4500 años el cerro de Torrequemada, conocido como el de la torre, el punto más elevado del propio casco urbano a solo 18 km de Cáceres.
Fueron probablemente los primeros pobladores de este municipio de unos 600 habitantes, y hoy sus huellas han salido a la luz en lo que podría ser el yacimiento Calcolítico (Edad de Cobre) más importante de Extremadura.
Las obras de construcción de un depósito de agua para mejorar la presión del abastecimiento reveló en diciembre de 2006 la presencia de este asentamiento, que conserva los restos de varias edificaciones y del que se han podido extraer en tres meses de excavación más de 4000 piezas cerámicas, artísticas y herramientas industriales, algunas poco corrientes.

### Las “corralás” y el “Prao”
(Declaradas Patrimonio Cultural Inmaterial de la Humanidad en 2018 y Bien de interés cultural en 2017)
Son construcciones rurales y agroganaderas destinadas al cobijo y alimentación de los cerdos. Son construcciones vernáculas y también llamadas piedras en seco, es decir, piedra sobre piedra sin la utilización de ningún otro material.
Siendo en número unas 230, repartidas por zonas cercanas entre sí, están insertadas dentro de un hermoso paraje como es la dehesa de Torrequemada. El espacio que ocupan “las corralás”, pertenece a la dehesa Zafra, que, junto a Zafrilla, componen los dos principales adehesamiento del término de Cáceres, que data del siglo XIII.
Parte de esta dehesa pasó en el siglo XVI a la aldea de Torrequemada, como término propio, en lo que ahora denominamos “prao” o dehesa boyal.
La dehesa boyal o “prao” tiene las características de la dehesa extremeña, es decir, conformada por encinas, alcornoques y monte bajo principalmente. La dehesa Boyal se extiende a 270 Hectáreas.
Este terreno (dehesa) que ocupan las corralás, era cedido sin costo ninguno por el Ayuntamiento a cada vecino que lo solicitaba (solicitud realizaba por palabras, ya que nosotros no hemos encontrado documento ninguno en el archivo municipal).
Desde una perspectiva antropológica, estas construcciones son una expresión de la identidad de este pueblo y una representación de su cultura, forjada a través del tiempo por sus mayores, que forman parte de una memoria colectiva.

### Llanos de Cáceres
Los amantes de las aves y la fauna en general también pueden disfrutar de un lugar amparado bajo la figura de Zona Especial de Protección de Aves: Los Llanos de Cáceres. Se trata de una llanura pseudoesteparia y con matorrales donde habitan especies como la avutarda, el sisón el alcaraván, la ganga común y la ortega; que se ven acompañadas de aves rapaces, como el alimoche, el águila culebrea y perdicera, el aguilucho cenizo, el cernícalo primilla, los milanos reales y negro, y el búho real.

### Charcas
- Charca de abajo

Zona de ocio y merendero, con bancos y columpios para los niños.
- Charca del "prao"

Zona de baño hasta principio de los años noventa.
Se encuentra en un entorno de encinas, en la dehesa boyal.

## Cultura

### Fiestas locales
- San Sebastián

San Sebastián era el Santo militar, considerado en el ambiente popular como el primer soldado.
El 20 de enero, al igual que en otras zonas, se prepara al Santo, subiéndolo en sus andas, con la rama de un naranjo detrás.
Se traslada por la mañana de su ermita a la iglesia de San Esteban. Por la tarde se inicia el cortejo desde la Iglesia, seguido por las tableras, que van vestidas de aldeanas y sobre "rodillas" en las cabezas se colocan los tableros vestidos con las ofrendas, consistentes en dulces y panes. Además de en los tableros, se llevan cestos con las restantes ofrendas.
A la llegada de la ermita se inicia el Ofertorio, con la puja de los dulces.
Actualmente se hacen dulces para la subasta o su venta.
- Lunes de Pica: Romería de La Pica

Se devuelve la Virgen del Salor, que ha estado en Torrequemada, en procesión a su ermita y con este motivo se celebra la romería de "la Pica".
Lo curioso de esta romería es la tradición del "pan y el queso" con que son obsequiados los vecinos y todos los asistentes, por la Corporación Municipal.
Una hipótesis de esta tradición, es que viene del tiempo en que los cofrades del Salor, que obsequiaban a todos los peregrinos que iban a la Ermita, con un trozo de pan y queso.
La finalidad primitiva, además de todo lo que conlleva la propia romería era lidiar toros, cuya carne se repartiría entre los pobres.
- Feria de Marzo

Feria de ganado que se estableció en 1737, comienza el 25 de marzo y dura hasta el último día del mes. Esta feria fue de suma importancia hasta los años 1980, por razón de la poca utilización del ganado mular y caballar. Pero tuvo una gran trascendencia en la vida de la comunidad por el gran enriquecimiento que aportaban todos los colectivos que venían a la feria, en especial el grupo de gitanos con sus burros, caballos, música y tradiciones.
Actualmente se está intentando recuperar dicha feria por parte de la corporación municipal, ya que dejó de celebrarse durante varios años.
- Feria de Septiembre

Estas son las fiestas más significativas de los torrequemeños, se celebran de 7 al 12 de septiembre y cada año reúne a vecinos, visitantes y emigrantes que año tras año regresan por estas fechas, por ello además se convierten estas fiestas en punto de encuentro para familiares y amigos, lo que hace que resulten unas fiestas entrañables.
Estas tienen un programa muy variado y para todos los gustos:
-las noches del 7 al 10 se celebran verbenas en la plaza del pueblo, esta es el lugar de encuentro de las ferias.
También tienen lugar juegos tradicionales durante todo el día, cabe destacar el baile de la patata, que año tras año se celebra en la plaza de la verbena la noche del día 8.
Este es el día grande, ya que se rinde culto a la Virgen del Salor, patrona de la localidad, la cual sale en procesión acompañada por las reinas y damas de las fiestas así como numerosos vecinos que la acompañan en su día grande.
En este día también es tradición salir ``de cañas´´, estas acompañadas por una charanga que recorre las calles y bares del pueblo amenizando el día grande.
Otra de las costumbres más populares de estas fiestas son las tradicionales ``carreras de cintas´´ que se celebran la tarde del día 9.
Estas son de considerable interés ya que tienen como peculiaridad la participación de jóvenes del pueblo.
Para terminar las fiestas se celebra una romería el día 12 en el entorno de la Ermita del Salor.

### Gastronomía
Los productos típicos son: caldereta de cordero, el cochinillo asado, queso curado de oveja, migas con torreznos…
También predomina, los productos tradicionales de la matanza: patatera, chorizo, jamón, lomo, salchichón…
Los dulces típicos son: Roscas fritas, perrunillas, bollos de la pica, flores, buñuelos…
En esta también se encuentra uno de los restaurantes más famosos de toda Extremadura, en el cual se pueden degustar sus exquisitos cochinillos al horno de leña, y por el cual dicha localidad ha cogido un "apodo" pasando a ser conocido como "el pueblo de los cochinillos". Desde su apertura los llenos son constantes y es visitado por cientos de personas cada mes, siendo este muy solicitado en las típicas cenas navideñas.

## Deportes
A 2 km del casco urbano se encuentra una pista de kart, el circuito es de moderna construcción con amplios arcenes y espacios abiertos.
Ofrece a sus pilotos una gran seguridad, con 1050m de cuerda que está distribuido por curvas, chicanes y rectas, con cambio de niveles lo cual hace que nuestro circuito sea rápido y muy divertido.
Aparte del karting como deporte principal también se practica el motociclismo supermotar, minibike y velocidad.
Otras instalaciones deportivas son las dos pistas deportivas, el pabellón multiusos y la piscina municipal.